# Floresta Negra

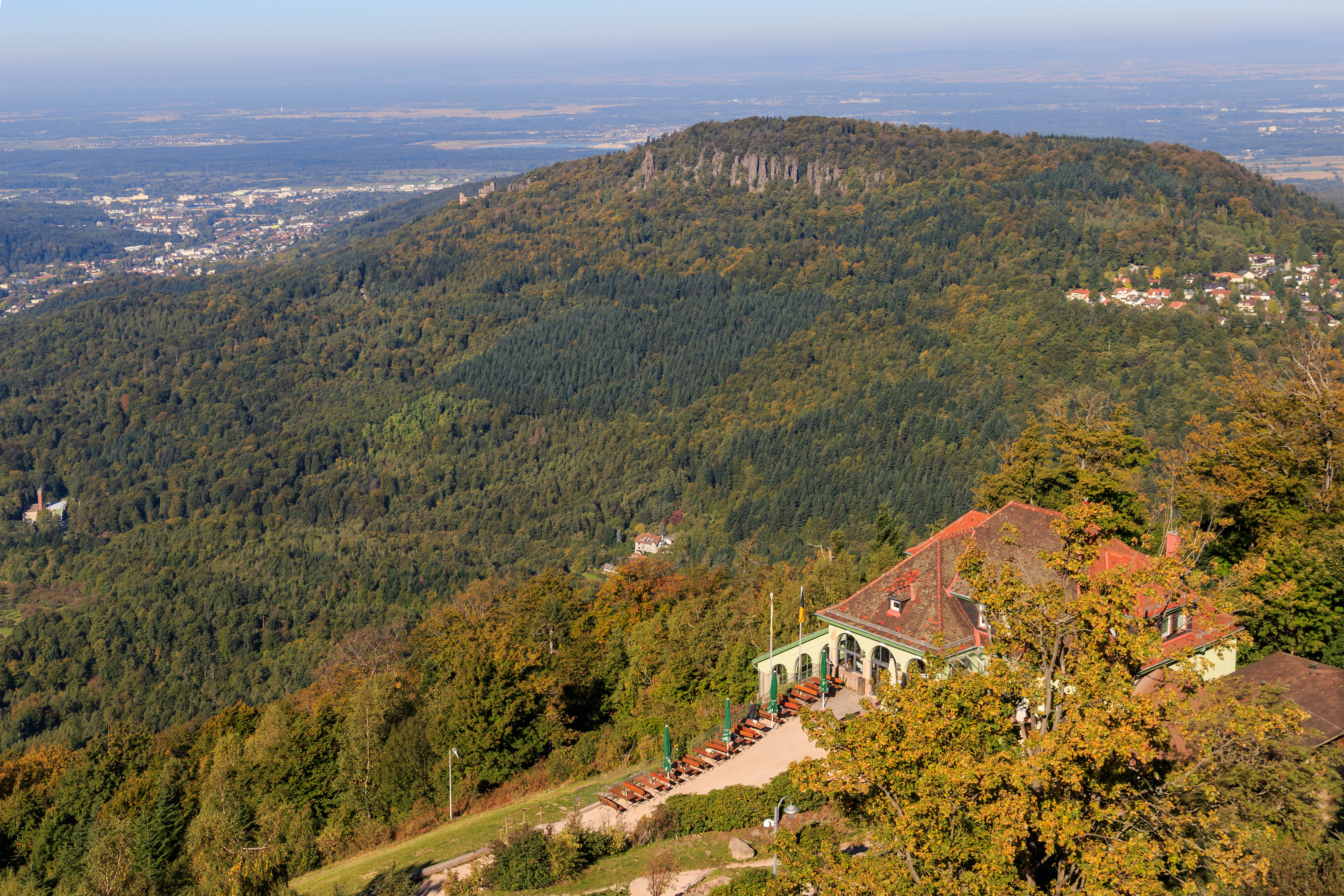
Região sul da Floresta Negra.

Localização da Floresta Negra na Alemanha

A Floresta Negra (em alemão:  der Schwarzwald) é uma cordilheira do sudoeste da Alemanha, no estado (Land) de Baden-Württemberg, coberta por uma floresta boreal. Ela é separada pelo vale do Reno do maciço dos Vosges, de que retoma a forma triangular e o tipo de relevo, mais elevado ao sul. O ponto culminante é o Feldberg, que atinge 1493 metros.
Região bastante irrigada, a Floresta Negra é atravessada pela linha divisória de águas entre o oceano Atlântico e o Mar Negro. O rio Reno contorna o maciço pelo sul e depois pelo oeste, recebendo como afluentes o Kinzig, o Murg e, somente em Mannheim, o rio Neckar, que atravessa o  maciço em direção do norte com seus afluentes, o Enz e o Nagold. O rio Danúbio resulta da confluência do Breg e do Brigach e se dirige ao leste.
A  Floresta Negra se classifica como uma Floresta Boreal.

## Recursos naturais
A economia se concentra principalmente nos vales. A vida agrícola  a associa à criação de gado e à cultura de cereais. A indústria trabalha principalmente com a madeira dos inúmeros pinheiros. A indústria têxtil e a relojoaria cedem lugar ao turismo. As fontes termais já eram conhecidas pelos romanos. As principais cidades da Floresta Negra são Friburgo em Brisgóvia, Lörrach, Baden-Baden, Villingen-Schwenningen, Titisee-Neustadt e Furtwangen.